# 禄春安息香
禄春安息香（学名：Styrax macranthus）为安息香科安息香属下的一个种。其种加词“Macranthus ”意为“大花的”。
现接受名为西藏安息香（Styrax hookeri C.B.Clarke, 1882）。